# Oxybelis transandinus
Oxybelis transandinus — вид плазунів із родини полозових (Colubridae). Досить поширений гостроголов бронзовий (O. aeneus) нещодавно був розділений на вісім видів, але основні географічні райони, такі як південноамериканська тихоокеанська низовина, залишилися без змін. Молекулярні філогенетичні аналіз включають перші південноамериканські зразки із заходу Анд, які описано як новий вид на основі молекулярних і морфологічних даних. Новий вид морфологічно найбільш схожий на O. acuminatus, O. aeneus, O. inkaterra.